# Miedniewice (Mazovie)
Pour les articles homonymes, voir Miedniewice.
Miedniewice (prononciation : [mjɛdɲɛˈvit͡sɛ]) est un village polonais de la gmina de Wiskitki dans le powiat de Żyrardów de la voïvodie de Mazovie dans le centre-est de la Pologne.
Il se situe à environ 7 kilomètres à l'ouest de Wiskitki (siège de la gmina), 10 kilomètres à l'ouest de Żyrardów (siège de la Powiat) et à 50 kilomètres à l'ouest de Varsovie (capitale de la Pologne).
Le village possède approximativement une population de 515 habitants.

## Histoire
De 1975 à 1998, le village appartenait administrativement à la voïvodie de Skierniewice.